# Свети Георги (Ахил)
Вижте пояснителната страница за други значения на Свети Георги.
„Свети Георги“ (на гръцки: Αγίου Γεωργίου) е средновековна църква на преспанския остров Свети Ахил (Агиос Ахилиос), част от Леринската, Преспанска и Еордейска епархия на Вселенската патриаршия, под управлението на Църквата на Гърция.

## Местоположение
Църквата е в североизточната част на острова, по пътя към базиликата „Свети Ахил“.

## История
Църквата е изградена в края на XV век. Църквата е еднокорабен храм с дървен покрив, използван и до днес като гробищна църква на селото на острова Ахил. Стенописите, запазени в нишата на светилището, са най-старите оцелели елементи от храма, за чиято датировка има различни оценки на специалистите - края на XIV или XV век. В нишата на светилището е изобразена в народен стил Богородица с Христос на ръце, като все още са запазени изображенията Мелисмос, Благовещение Богородично, Възнесение Господне, както и фигури на светци. По вътрешните стени на църквата има няколко оброчни надписа, с имена и посвещения на жители на района от XVI до началото на XX век, а в църквата се съхраняват преносими икони и свещени книги от XIX век.
В 1962 година църквата е обявена за паметник на културата.